# Harm Bouman
Harm (Harry) Bouman (Heusden, 1 november 1917 – Breda, 24 december 2001) was een veroordeelde Nederlandse moordenaar en medewerker van de nazi-SD.
Dat Harm Bouman ook met Harry werd aangesproken blijkt uit meerdere krantenartikelen. Voor de oorlog woonde hij in Hoogezand, waar hij zich in 1941 verloofde. Bouman studeerde voor notaris en tekende in 1943 de loyaliteitsverklaring.
Bouman werkte tijdens de Tweede Wereldoorlog mee aan de verhoren door de SD in het Scholtenhuis in Groningen. Mede voor zijn aandeel in de executie van zes leden van het verzet op 7 april 1945 in Makkum werd hij op 17 oktober 1949 door de Bijzondere Strafkamer in Groningen veroordeeld tot levenslange gevangenisstraf. Op 28 februari 1953 werd een door hem ingediend gratieverzoek afgewezen. Desondanks kwam hij in 1964 op vrije voeten. Tijdens zijn gevangenschap studeerde Bouman economie. Hij trad na zijn vrijlating als financieel directeur in dienst bij een Engels bedrijf. Bouman overleed aan de gevolgen van een longtumor.